# Jonathan Lynn
Jonathan Lynn (Bath, 3 aprile 1943) è un attore, regista e sceneggiatore britannico.

## Biografia
La sua carriera di attore ha inizio nella seconda metà degli anni sessanta, e si svolge perlopiù in serie televisive. A partire dalla metà degli anni ottanta la presenza davanti alla cinepresa si fece più rara, apparendo in alcuni film come Caro zio Joe (di cui, però, è stato anche regista) o Tre scapoli e una bimba. Tra il 1985 e il 2003 Lynn ha diretto 10 pellicole, a cui si aggiunge l'episodio pilota della serie Ferris Bueller.
Anche la sua carriera di sceneggiatore, come quella di attore, è legata soprattutto a serie televisive. Tra le altre si possono citare: Doctor in charge (1972-73), Yes, Minister (1980-84), Yes, Prime Minister (1986-88). Per il grande schermo ha scritto la sceneggiatura di Progetto micidiale, Signori, il delitto è servito e Suore in fuga.

## Filmografia

### Regista
- Signori, il delitto è servito (Clue) (1985)
- Suore in fuga (Nuns on the Run) (1990)
- Mio cugino Vincenzo (My Cousin Vinny) (1992)
- Il distinto gentiluomo (The Distinguished Gentleman) (1992)
- Caro zio Joe (Greedy) (1994)
- Sergente Bilko (Sgt. Bilko) (1996)
- Ancora più scemo (Trial and Error) (1997)
- FBI: Protezione testimoni (The Whole Nine Yards) (2000)
- The Fighting Temptations (2003)
- Wild Target (2010)